# Duttaphrynus stuarti
Espèce
Synonymes
- Bufo stuarti Smith, 1929

Statut de conservation UICN

 DD  : Données insuffisantes
Duttaphrynus stuarti  est une espèce d'amphibiens de la famille des Bufonidae.

## Répartition
Cette espèce se rencontre entre 556 et 640 m d'altitude :
- dans le nord-est de l'Inde dans les États d'Arunachal Pradesh et du Meghalaya ;
- dans le nord de la Birmanie dans l'État Kachin.

Sa présence en incertaine au Yunnan.

## Description
Les mâles mesurent de 60,7 à 71,3 mm et les femelles de 61,0 à 76,2 mm.

## Étymologie
Cette espèce est nommée en l'honneur de Murray Stuart.

## Publication originale
- Smith, 1929 : On a collection of Amphibians, Reptiles from the upper reaches of Brahmaputra. Records of the Indian Museum, vol. 31, no 1, p. 77-80.